# Diospage splendens
Diospage splendens är en fjärilsart som beskrevs av Druce 1895. Diospage splendens ingår i släktet Diospage och familjen björnspinnare. Inga underarter finns listade i Catalogue of Life.